# Синаговци
Сина̀говци е село в Северозападна България. То се намира в Община Видин, област Видин.

## География
Село Синаговци се намира на 13 км от Видин и на 3 километра от град Дунавци.
В близост до селото тече река Видбол, която е десен приток на река Дунав. На 3 километра от селото в западна посока се намира курортната местност Божурица с хижа, почивни домове и др.

## История
В землището на селото са намирани следи от първобитни хора – примитивни оръдия на труда, скални рисунки и др. Самото селище възниква още по времето на Римската република. По намерени останки се счита, че преди повече от 2 хиляди години на това място е имало добре развито селище с водопровод и канализация.
През Средновековието в землището на селото е построен православният манастир „Св. Троица“. След падането на България под османско владичество селището продължава да съществува основно като духовен център на поклонници. Според „Регистър на Видинския санджак от 1560 година“ селото се е казвало Снагофче. По време на Чипровското въстание през 1688 г. селото въстава и е напълно опожарено от турците заедно с манастира.
Синаговци е възстановено едва в началото на 19 век от преселници от Чипровския край.

## Население
Преброяване на населението през 2011 г.
Численост и дял на етническите групи според преброяването на населението през 2011 г.:
|                     | Численост | Дял (в %) |
| Общо                | 415       | 100,00    |
| Българи             | 398       | 95,90     |
| Турци               | 0         | 0,00      |
| Цигани              | 6         | 1,44      |
| Други               | 0         | 0,00      |
| Не се самоопределят | 6         | 1,44      |
| Неотговорили        | 2         | 0,48      |

## Транспорт
Селото е свързано с автомобилен път с близкия град Дунавци (на 3 км източно), както и с град Грамада (на ок. 10 км югозападно). Обслужва се също и от железопътна спирка Синаговци-Гурково на БДЖ (Гурково е квартал на Дунавци).

## Забележителности
Храмът „Св. св. Константин и Елена“ е построен е през 1885 г. с дарения от местното население и е обявен за културен паметник. Според надписа на фасадата майстор е Христо Каратодоров от Росоки.
- Курортна местност Божурица – намира се на 3 км от селото в западна посока. Има хотел, почивни домове, туристическа хижа „Божурица“ и др.
- Язовир „Божурица“ – край едноименния курорт.

## Редовни събития
Съборът на село Синаговци се провежда всяка година на 3 юни.